# Белорусско-суданские отношения
Белору́сско-суда́нские отноше́ния — двусторонние отношения между Республикой Беларусь и Республикой Судан. Дипломатические отношения между государствами установлены 15 июля 1999 года.

## История
В августе 2004 года прошёл визит Президента Судана в Республику Беларусь. Состоялись визиты министров иностранных дел, обороны и внутренних дел Беларуси в Судан. В Беларусь организованы визиты председателя парламента, министров иностранных дел, внешней торговли, финансов, энергетики и горнорудной промышленности, сельского и лесного хозяйства, обороны, внутренних дел
В ноябре 2005 года Почетным консулом Республики Беларусь в Судане назначен Мухаммед Исмаил Мухаммед, президент группы компаний MIG.
В мае 2014 года Чрезвычайный и Полномочный Посол Республики Беларусь в Арабской Республике Египет С. А. Рачков назначен Чрезвычайным и Полномочным Послом Республики Беларусь в Республике Судан по совместительству.
В августе 2015 года в Минске состоялся второй раунд белорусско-суданских политических консультаций на уровне заместителей министров иностранных дел.
В апреле 2016 года в Минске состоялось третье заседание белорусско-суданской совместной комиссии по сотрудничеству.
С июня 2016 года интересы Судана в Беларуси по совместительству представляет Посол Республики Судан в Российской Федерации Надир Юсиф Эльтаиб Бабикер.
В январе 2017 президент Беларуси Александр Лукашенко прибыл с официальным визитом в Республику Судан. В декабре следующего года Минск посетил суданский лидер Омар Хасан Ахмел аль-Башир.

## Экономические связи
В 2017 году двусторонний товарооборот составил 21,9 млн долларов. В 2012—2014 годах импорт товаров из Судана в Беларусь составлял около 100 000 долларов в год. В 2016 году объём импорта неожиданно вырастает до 4 млн долларов, а в 2017 году — до 12 млн. В 2017 году общий объём белорусского экспорта в Судан, включая спецоборудование, составил 9,8 млн долларов. Беларусь поставляет тракторы, грузовые автомобили, различные виды станков, металлоизделия, удобрения, трансформаторы, контрольно-измерительные приборы, шины, военную технику. В январе—июне 2018 года странами составил 10,66 млн долларов.
9 марта 2015 года зарегистрирована совместная суданско-белорусская кампания «S&B Aviation company Ltd», которая специализируется на техническом обслуживании, ремонте и модернизации самолётов и вертолётов.
В декабре 2018 года Судан передал белорусским кампаниям одно месторождение золота для его добычи, которое стало вторым золотодобывающих участком, предоставленным для Беларуси.

## Военное сотрудничество
Судан является самым долговременным покупателем белорусской военной продукции. Страны имеют обширный опыт совместного военно-технического сотрудничества.
Беларусь неоднократно продавала Вооружённым силам Судана оружие и военную технику, несмотря на международные санкции. С 1996 года в Судан в значительных объёмах поставляется вооружение, когда Хартум получил 9 Т-55 и 6 Ми-24В, а в 2001 — 20 Т-55М. В 2002 году проданы 14 артсистем различного назначения. В 2003 году в Судан из Беларуси были поставлены 9 БМП-2, 39 БРДМ-2, 32 единицы различных артиллерийских систем. В 2004 году Суданом приобретено 21 бронированную разведывательно-дозорную машину БРДМ-2, 7 БТР-80, 10 БТР-70 и одна боевая машина пехоты БМП-1. В 2007 году было поставлено 2 бронетранспортёра БТР-70 (модификация Кобра-К).
В июне 2006 года был подписан договор о военном сотрудничестве, обмене опытом и достижениями в военной области. На основании документа, белорусские инструкторы предоставили свои услуги в обучении суданских военнослужащих, обе стороны поделились друг с другом опытом, а учёные двух стран совместно разработали проекты в области военной науки.
В 2008—2010 годах из Беларуси поставлены 13 Су-25 и 2 Су-25УБ. В 2013 году была поставлена ещё партия Су-25, а также Су-24. В августе, во время переправки последних из Беларуси на авиабазу Вади Сайидна возле города Омдурман, сообщалось об присутствии здесь белорусского персонала и экипажей.
По данным SIPRI, в период с 2013 по 2015 год белорусские военные поставки в Судан составили 113 млн долларов.
Последняя известная поставка прошла в 2018 году. Тогда Судану было продано несколько БТР-70МБ1, которые вскоре участвовали в боевых действиях в Йемене.

## Соглашения
Договорно-правовая база двусторонних отношений находится в стадии формирования. Подписанны протокол о сотрудничестве в сфере энергетики, промышленности и торговли; Соглашение о торговом, инвестиционном и научно-техническом сотрудничестве; Меморандум о взаимопонимании между Министерством иностранных дел Республики Беларусь и Министерством иностранных дел Республики Судан; Соглашение о сотрудничестве в области информации; Соглашение о сотрудничестве в области образования, протокол о сотрудничестве в области спорта между Министерством спорта и туризма Республики Беларусь и Министерством по делам молодежи и спорта Республики Судан. Подготовлен к подписанию Межгосударственный Договор о дружественных отношениях и сотрудничестве.